# Сенат Бурунди
Сенат (фр. Sénat du Burundi) является верхней палатой парламента в Бурунди. Он состоит из сенаторов, срок полномочий которых — 5 лет. Нынешний Сенат был избран 24 июля 2015 года и состоит из 43 членов.
В каждой из 18 провинций страны два сенатора (один хуту и один тутси) выбираются коллегией выборщиков. В первых двух турах кандидат должен получить большинство голосов (две трети, или 67 %). Если в этих раундах не выбран ни один кандидат, для двух ведущих кандидатов организуется третий тур, из которого избирается кандидат, получивший простое большинство голосов. Три сенатора представляют собой этническую группу тва, а дополнительные члены могут быть кооптированы для представленности женщин. Бывшие главы государства автоматически становятся пожизненными сенаторами.
Первые выборы состоялись 29 июля 2005 года. Национальный совет по защите демократии — силы за защиту демократии (НСЗД-СЗД), который получил большинство мест на всеобщих выборах, состоявшихся в июне, получил подавляющее большинство (30 мест). Фронт демократии в Бурунди (FRODEBU) получил 3 места, а оставшееся место занял Национальный совет по защите демократии (НСЗД), отколовшаяся фракция НСЗД-ФЗД. Четыре бывших главы государства — Жан-Батист Багаза (ПАРЕНА), Пьер Буйоя (UPRONA), Сильвестр Нтибантунганя (FRODEBU) и нынешний временный президент Домисьен Ндайизейе (FRODEBU) заняли места в Сенате вместе с тремя членами от тва. В сенат также были назначены 8 женщин.
19 августа 2005 года Сенат и Национальное собрание избрали президента республики Пьера Нкурунзизу. Он вступил в должность 26 августа 2005 года.
Жерве Руфьикири, член НСЗД-СЗД, был избран председателем Сената 17 августа 2005 года. 25 июня 2015 года он покинул страну, заявив, что ему угрожают, после того, как он выступил против избрания президента Нкурунзизы на третий срок.